# 命令与征服：叛逆者
《終極動員令：叛國者》是由西木工作室開發的第一人稱射擊遊戲，也是終極動員令系列中唯一的第一人稱射擊遊戲，由美商藝電在2002年2月26日發行。

## 遊戲背景
该游戏直接沿用《命令与征服》1代的架空世界观，即平行时空的1990年代末-2000年代初，泰伯利亚矿初到地球不久尚未造成大规模破坏的时代。此时代无论环境，武器装备还是地缘政治，都和现实世界有较强的接近性。
在《叛逆者》发售之时，设定在30年后的《泰伯利亚之日》已经出版。因此本作的设定有些前传的性质，也解释了兄弟会日后“神化”项目（Divination）的起源。关于1代战役只有欧非，没有拉美的问题也算是给出了解释：哈沃克在拉美的破坏工作，可能导致了Nod无力在此地区发动大规模的战役。
哈沃克的角色设定主要来自一代游戏单位“特种兵”(Commando)，其时作为一个高级兵种，能够对敌人步兵一击必杀和对敌建筑用C4炸弹瞬间摧毁，不过仍是未命名的通用角色。本作中哈沃克的角色口头禅，比如“用左手都能办到”(Could've done it left handed)，都是从“特种兵”的命令语音照搬或发展而来。

## 故事情节
《叛國者》的故事是在第一次泰伯利亚战争接近结束之时，三名GDI頂尖的泰伯利亚科學家，包括泰伯利亚研究的第一权威莫比乌斯博士(Dr. Ignacio Mobius)，博士的女儿雪梨(Sydney Mobius)，和俄裔女科学家彼得洛娃博士(Dr. Elena Petrova)在危地马拉研究时被Nod俘虏。特种兵“哈沃克”尼克·帕克被上级派去孤军营救他们。艰险的营救过程和敌人对科学家的频繁转移，让哈沃克必须穿越世界各地，包括中美洲，欧洲和北非等气候地貌各异的Nod控制区来完成营救，沿途随手就对Nod军事设施造成极大破坏。
哈沃克先后救出了雪梨和莫比乌斯博士，并从他们口中了解到，Nod俘虏科学家的真正目的是要实现泰伯利亚对人类的基因改造。然而彼得洛娃却受到凯恩蛊惑而自愿投敌，成为Nod“再创世计划”(Project ReGenesis)的负责人，帮Nod建立了一支生化人部队（就是后来兄弟会Cyborg和“泰伯利亚融合”等技术的雏形）。早期的实验品不甚成功，受试者多变成体魄强而没有头脑的僵尸兵，但技术在残酷失败中不断积累。最后，她利用自己的身体作实验，堪称获得成功，不仅获得增强的体格和生存力，同时还保存了人类的记忆和知能，成为“最接近完美”的神化样本。变节的彼得洛娃面对哈沃克质问时，还奉劝后者一伙也接受改造实现“进化”，但被拒绝。这导致了一场恶战，结果是变异后的彼得洛娃仍然不敌哈沃克而被消灭了。
哈沃克最终与莫比乌斯博士父女联手，引导原子弹炸毁了Nod开罗的金字塔并逃出生天，圆满完成任务，成了GDI的英雄。

## 登场主要人物

### GDI方面
尼克·帕克上尉（Cpt. Nick Seymour "Havoc" Parker），代号Havoc音译“哈沃克”意为“大破坏”。主角，隶属联合国全球防卫组织GDI精锐部队“死亡六号”（Dead 6）的特种兵。哈沃克出身美国宾夕法尼亚的工人阶级家庭，是一个玩世不恭的兵痞，经常触犯军事纪律。但不可否认，他的单兵战斗力极强，体能极佳，而且射击，格斗，驾驶和爆破样样精通。作为“蓝波”式的人物，帕克上尉就是Nod兄弟会的梦魇。
亚当·洛克将军(General Adam Locke)，GDI上将，英国人，哈沃克的顶头上司，在直升飞机母舰上指挥行动。对哈沃克不守军纪的行为表面上非常愤怒，但内心深处两人有相似的地方，就是对于军事行动，都是把结果放在第一位，手段和程序放在脑后的类型。因为帕克不可替代的战术作用，洛克的处理往往是令其将功抵过。
小畑 樱(Sakura Obata)，日本女人，早年的经历是日本黑道，全身刺青。原死亡六号成员，还和哈沃克有过一段感情，后被认为叛变投敌到Nod。她被派去追杀哈沃克，给后者的救援行动制造了不小麻烦。但关键时刻却对哈沃克出手相救，证明她仍是忠于GDI的双面间谍。事件结束后投身没有立场的雇佣兵事业。
伊格那齐奥·莫比乌斯博士 (Dr. Ignacio Mobius)，前作“泰伯利亚黎明”就登场的人物，世界上最顶尖的泰伯利亚权威。
雪梨·莫比乌斯 (Sydney Mobius)，莫比乌斯博士之女，继承了父亲的高智商，不到30岁就拿到博士学位。比起父亲她更重视泰伯利亚的应用，比如武器化。同时精通电脑技术。
洛根·谢帕德 (Logan Sheppard)，时任GDI总司令马克·谢帕德之子，神枪手，精通隐秘行动。冷静有礼貌，正是哈沃克性格和战术的反面。在教学关中作为特种兵教官登场。哈沃克在受训期间，不止一次挑衅对方是靠父亲“走后门”上台的关系户。洛根本是原案中的第一主角，后被哈沃克取代。

### Nod方面
卡洛斯·门多萨(Carlos Mendoza)，来自拉美的雇佣兵，为Nod效力。残暴，神经质，但富有战斗力，是哈沃克的劲敌。最后因其火焰坦克殉爆而被烧死。
瑞夫绍将军（Gen. Gideon Raveshaw)，兄弟会党卫军“黑手组织”(Black Hand)的首任将领，致力于阻止哈沃克并保卫“再创世计划”，为此不惜一切代价。后经彼得洛娃劝诱而接受泰伯利亚改造，变成了强大但智能有限的怪物，被哈沃克杀死。
埃列娜·彼得洛娃博士(Dr. Elena Petrova)，俄罗斯裔的泰伯利亚理论权威，被认为有着不亚于莫比乌斯的天才和理论水平，两者在学术上或有竞争关系和道德观点的分歧。被俘后自愿加入Nod(可能是“变节者”一说的来源)，新的研究重点是利用泰伯利亚对人类基因进行有计划改造。
凯恩(Kane)，兄弟会的最高领袖。本作未直接登场，曾通过电视屏幕对哈沃克发出威胁，反遭到后者的嘲讽。

## 多人遊戲
多人游戏既有传统“命令与征服”的资金建造成分，也有枪战成分，还能够驾驶载具，其新颖性和可玩性在当时小有名气。

## 評價
Westwood公司的传统强项是即时战略游戏，《叛逆者》是其尝试第一人称射击游戏的试水之作，得到了毁誉参半的评价。
专业游戏媒体对其打分都在7.5分左右（中上等，10分满分），普遍认为Westwood开发FPS的经验手段还是有欠老道，特别是在单人关卡的设计上。随着精彩的开头过去，问题很快暴露出来：武器大同小异，关卡设计比较枯燥，缺乏紧凑性。敌人的智能比较牵强，会不断随机刷出(respawn)给玩家造成伤害，某种意义上只是磨耗玩家的活靶子。不过，Gamespot评论家认为，《叛逆者》重要的一点是让系列爱好者能够身临其境的体会泰伯利亚世界，这足以让人忽视很多技术上的不足。
GameInformer和Gamespot一致认为多人游戏部分可圈可点，花样不少而且精彩刺激，“把游戏体验带上了新高度”。不过网络支持一直一般，加之恰逢一年之后Westwood被收购，造成服务器管理的混乱，因此其在线部分总体是短寿的，在2005年左右就下线了。
《叛逆者》概念设计上比较新颖，因此发售之前就有不小的媒体关注度。销量方面，《叛逆者》不温不火，没有达到预期，更是和相对庞大的开发支出不成比例。这也间接导致了Westwood出现后来的财务困难。

## 影响
《叛逆者》最大的技术贡献可能是独家开发的SAGE 3D引擎技术(开发期间曾用名Westwood 3D或Renegade Engine)。随后Westwood和EALA利用升级后的该引擎完成了很多知名游戏大作，例如模擬城市4、終極動員令：將軍、模擬市民2、模擬市民嘉年華、模擬市民趴趴走、榮譽勳章、極速快感、魔戒：中土戰爭、魔戒：中土戰爭2、終極動員令3：泰伯倫戰爭、MySims、模擬城市：夢之都、Spore、終極動員令：紅色警戒3、模擬市民3、終極動員令4：泰伯倫黃昏等，说明该引擎至少使用到2010年，对于电子游戏业是非常长寿的。
EA接手Westwood后曾考虑过推出《叛逆者2》和《红色警戒》的第一人称版本，但最终都没有成形。知名战略游戏的特种兵视角第一人称化这一概念，可能也影响到竞争对手暴雪公司。在2003年前后，暴雪曾高调策划开发的《星际争霸：幽灵》就在概念上和《叛逆者》非常相似，但最终也没有成形，其中的一些概念和人物设定（比如女特务诺娃）被十几年后的一个星际争霸2 DLC所吸收。

## 逸事
- 因为技术原因，发售屡次错过预定时间（俗称跳票）。为此Westwood专门制作了幽默短片 （页面存档备份，存于），其中Westwood音乐编导F. Klepacki扮演的哈沃克闯进西木公司并威胁众人说，再跳票就要不客气了。其间哈沃克还撞见了“魔头凯恩”本尊库坎，并索要了签名及合照。之后洛克将军通知他，警告制作组的目的已经达到，哈沃克方才乘装甲车离去。
- “哈沃克”这个角色普遍认为塑造是成功的，受到玩家喜爱。以至于在EA收购之后的作品 - 命令与征服3和4中都提及了哈沃克后来的情况。按照这些说法，哈沃克最后於2039年以"上校"官阶退役，不过一直是GDI“鹰派”行为的公开支持者，总是对削减军备和对兄弟会采取怀柔政策之类的事情发表批评。哈沃克至少到2069年还在世，此时其人应该已接近百岁高寿。
- 在《命令与征服3：凯恩之怒》里，一座GDI建筑物前面竖有哈沃克的雕像。